# Будир
Буди́р (каз. Будыр) — село у складі Алакольського району Жетисуської області Казахстану. Входить до складу Кольбайського сільського округу.
У радянські часи село мало назву Будур.
Населення — 87 осіб (2021; 56 у 2009, 96 у 1999, 130 у 1989).